# Elecciones parlamentarias de Portugal de 1957
Elecciones parlamentarias se celebraron en Portugal el 3 de noviembre de 1957. La gobernante Unión Nacional ganó todos los 120 escaños, de los cuales 13 eran de colonias portuguesas.
Se concedió el derecho a sufragio a todos los hombres de 21 años o más, siempre y cuando estuvieran alfabetizados o pagaran más de 100 escudos en impuestos, y a las mujeres mayores de 21 años que hubieran completado la educación secundaria o fueran cabeza de familia, y cumplieran los mismos criterios de alfabetización y de impuestos que los hombres.
Las elecciones se llevaron a cabo con 21 circunscripciones electorales de múltiples candidatos y una circunscripción con un solo candidato para las Azores. Los votantes podían eliminar nombres de las listas de candidatos, pero no podían reemplazarlos.
Aunque la mayoría de la oposición al régimen del Estado Novo boicoteó las elecciones en protesta por la falta libertad, un total de 34 candidatos de la oposición intentaron inscribirse en las elecciones: 12 en Lisboa , 10 en Oporto, 6 en Aveiro y 6 en Braga. Los candidatos de Lisboa fueron rechazados porque su solicitud de inscripción se realizó un día tarde, mientras que los candidatos de Oporto y Aveiro se retiraron después de no recibir la garantía de que podrían observar el conteo de votos. Sólo los seis candidatos en Braga finalmente disputaron la elección.

## Resultados
| Partido                            | Votos     | %    | Escaños |
| ---------------------------------- | --------- | ---- | ------- |
| Unión Nacional                     |           |      | 120     |
| Listas de oposición                |           |      | 0       |
| Votos nulos/en blanco              |           | –    | –       |
| Total                              | 911,618   | 100  | 120     |
| Votantes registrados/participación | 1,294,368 | 70.4 | –       |
| Fuente: Nohlen & Stöver            |           |      |         |